# Sarakatsanen
Die Sarakatsanen (griechisch Σαρακατσάνοι Sarakatsáni) oder Karakatschanen (bulgarisch каракачани Karakatschani), seltener auch Sarakatschanen, sind eine kleine griechischsprachige Bevölkerungsgruppe im Norden Griechenlands und angrenzender Gebiete Bulgariens und Nordmazedoniens.
Die Sarakatsanen leben vorwiegend im Pindosgebirge in Griechenland und dem östlichen Balkangebirge in Bulgarien. In der Vergangenheit waren sie transhumante Nomaden, die sich mit der Schafzucht beschäftigten. Die Sarakatsanen, die der orthodoxen Kirche angehören, verstehen sich auch heute noch als eigenständige griechische Volksgruppe mit eigenem Dialekt.

## Name
Die Namensherkunft ist ungeklärt. Georgios Babiniotis führt zwei Möglichkeiten an; von türkisch karakaçan oder vom Aromunischen sarac in der Bedeutung φτωχός ‚arm‘ und dem Familiennamensuffix tsani. Einer anderen Theorie zufolge stammt der Name vom Dorf Sakaretsi ab, welches als die Heimat der Sarakatsanen angesehen wird.

## Geschichte und Herkunft
Einer populären Theorie nach, welche auf der Linguistik und materiellen Kultur basiert, stammen die Sarakatsanen von den Dorern ab, manche Autoren sehen in ihnen gräzisierte Aromunen. Der Dialekt der Sarakatsanen wird als einer der ältesten griechischen Dialekte eingestuft, der direkt von der Sprache der Dorer, welche die Regionen des heutigen Griechenlands in der Antike besiedelten, abstammt.

## Kultur
Die Sarakatsanen sprechen einen modernen nordgriechischen Dialekt, der eine Vielzahl von antiken archaischen Elementen enthält, die nicht in das Neugriechische einflossen. Ihre vielfältige Volkskunst enthält Lieder, Tanz, Poesie, antike griechischen Elemente in Skulptur und ihren traditionellen Trachten.

## Religion
Die Sarakatsanen sind griechisch orthodoxe Christen.

## Demographie
Bis ins 20. Jahrhundert lebten die Sarakatsanen in nördlichen Regionen Griechenlands, regelmäßig zogen sie in den Sommermonaten in Nachbarländer wie Albanien, Südjugoslawien und Bulgarien. Nachdem in den 1940er Jahren die Ländergrenzen geschlossen wurden, verblieb eine Minderheit der Sarakatsanen außerhalb Griechenlands. Gegenwärtig lebt ihre Mehrheit in Griechenland, einige von ihnen leben in Bulgarien, im Süden Nordmazedoniens, während keine Quellen für Albanien vorliegen.